# Хидаят, Мохамад Сулейман
Мохамад Сулейман Хидаят (индон. Mohamad Suleman Hidayat) — индонезийский политический деятель. Министр промышленности Индонезии (2009-2014), председатель Торгово-промышленной палаты Индонезии (2003-2009).

## Биография
Родился 2 декабря 1944 года в восточнояванском городе Джомбанг. Окончил экономический факультет Университета Панджаджаран. C 1989 по 1992 годы был председателем Индонезийской федерации недвижимости и вице-председателем Федерации недвижимости Тихоокеанской Азии. С 2003 по 2009 годы занимал пост  председателя Торгово-промышленной палаты Индонезии. С 2009 по 2014 годы был министром промышленности во Втором кабинете единой Индонезии.
С 2004 по 2009 годы был депутатом Совета народных представителей.